# صاحب الوداعة (جبلة)

تعديل مصدري - تعديل

صاحب الوداعة محلة تابعة لقرية المناوير، التابعة لعزلة انامر اعلى بمديرية جبلة إحدى مديريات محافظة إب في الجمهورية اليمنية، بلغ تعداد سكانها 91 حسب تعداد اليمن لعام 2004.